# João, o sensato
João, o sensato (em alemão: Der gescheite Hans) é um conto engraçado em forma de diálogos compilado pelos Irmãos Grimm. É o conto número 32 (KHM 32). No texto original o personagem chama-se Hans, nome tão comum no mundo de língua alemã como João no de língua portuguesa. O "sensato" (gescheite, que também pode significar "inteligente") do título é uma ironia, na verdade João é um simplório, sem nenhuma sensatez. Enquadra-se no Tipo 1685 e 1696 do Sistema Aarne-Thompson-Uther de classificação de contos folclóricos.

## História
Não se trata propriamente de um conto, mas de uma série de três diálogos ─ entre a mãe de João e o próprio antes de visitar a noiva Maria, entre João e Maria (Gretel no original) na casa dela, e entre João e a mãe ao retornar da casa de Maria ─ que se repetem seis vezes, com pequenas variações. Nos seis diálogos, Maria dá um presente para João, que ele traz para casa de forma inadequada (por exemplo, colocando a agulha num carrinho de feno), a mãe diz que ele deveria ter feito diferente (“Fizeste mal, João. Deverias ter colocado a agulha na manga da camisa.”), e, dito e feito, no próximo presente João segue o conselho da mãe ao pé da letra, mas o que valia, digamos, para a agulha não vale mais para o novo presente, e assim sucessivamente. Os presentes são:
- uma agulha
- uma faca
- um cabritinho
- um toucinho
- um bezerro
- a própria Maria .[1]